# Membracis compressa
Membracis compressa är en insektsart som beskrevs av Fabricius. Membracis compressa ingår i släktet Membracis och familjen hornstritar. Inga underarter finns listade i Catalogue of Life.